# شهرستان گرینوود (کانزاس)
شهرستان گرینوود، کانزاس (به انگلیسی: Greenwood County, Kansas) یک سکونتگاه مسکونی در ایالات متحده آمریکا است که در کانزاس واقع شده‌است.